# Pacific Ocean Areas
Pacific Ocean Areas (POA) war die Bezeichnung eines alliierten Kriegsschauplatzes während des Pazifikkriegs. Übergeordnet war das Pacific Ocean theater of World War II, der komplette pazifische Kriegsschauplatz im Zweiten Weltkrieg.

Kriegsschauplätze im Pazifik (Pacific Theater Areas)

Der Beschluss zur Gründung erging von den Joint Chiefs of Staff am 24. März 1942. Damit entstanden drei Regionalkommandos am 30. März. Dies waren die:
- Pacific Ocean Areas (POA)[2]
- Southeast Pacific Area (SPA) und
- Southwest Pacific Area (SWPA)[3]

Die Joint Chiefs of Staff ernannten Admiral Chester W. Nimitz zum Commander in Chief, Pacific Ocean Areas (CINCPOA), mit operativer Kontrolle über alle Einheiten in der Luft, zu Land und zu Wasser in diesem Gebiet.
Der Kampfraum umfasste den größten Teil des Pazifischen Ozeans mit seinen Inseln. Ausgespart waren die Philippinen, Australien, Niederländisch-Indien, das Territorium Neuguinea mit dem Bismarck-Archipel, sowie der westliche Teil der Salomonen. Die strategischen US-Bomberkräfte im Kampfraum standen unter der direkten Kontrolle der US-Generalstabschefs.

## Geschichte
Bei Ausbruch des Kriegs hatten die Vereinigten Staaten im Pazifik vier Hauptkommandos, die United States Army Forces in the Far East (USAFFE), die United States Asiatic Fleet auf den Philippinen, die Pazifikflotte und das Hawaiian Department auf Hawaii. Der Kriegsausbruch brachte eine unvorhergesehene Situation, die in den Vorkriegsplänen nicht vorhergesehen worden war. Die Hauptkommandos und deren militärische Ausstattungen erwiesen sich schnell als unzureichend. Sie hatten weder Zeit noch Möglichkeiten und mussten improvisieren. Truppen wurden dorthin geschickt, wo sie am dringendsten gebraucht wurden und Stützpunkte und Kommandos errichtet, wenn sie benötigt wurden. Dies auch nur unter der Voraussetzung, dass Truppen und Schiffe zur Verfügung standen.

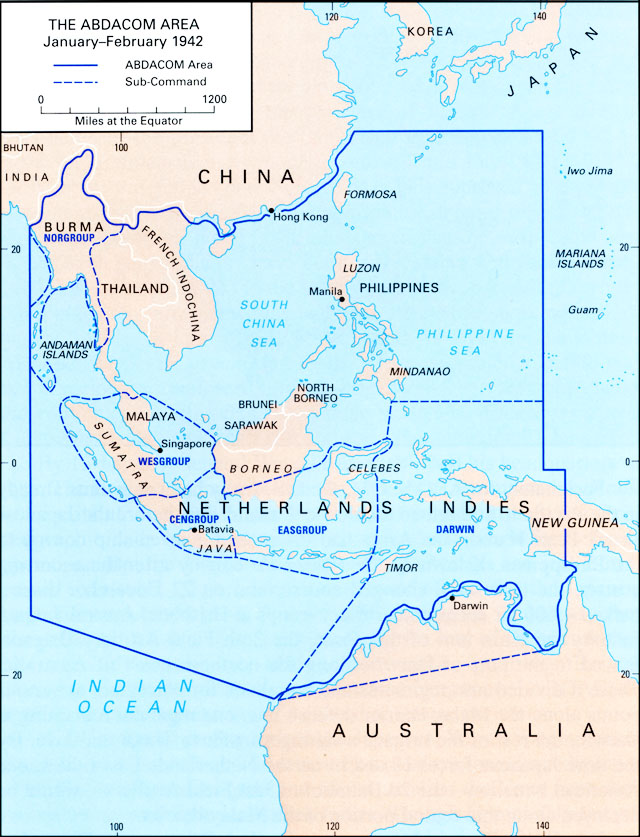
Zuständigkeitsbereich des kurzlebigen ABDACOM

Die Notwendigkeit einer zentralisierten Leitung und Kontrolle der verstreuten und oft unabhängigen Garnisonen, die sich in Panik entwickelt hatten, zeigte sich, als die amerikanischen Zuständigkeiten im Pazifik ausgeweitet wurden und die Stärke der US-Streitkräfte dort zunahm. Es gab keine höchste zuständige Stelle im Pazifik, die diese Einheiten versorgte, keinen Plan deren Bemühungen zu bündeln und keinen einzigen Kommandanten, der sie zu einer effektiven Streitmacht formte, die sowohl offensive als auch defensive Operationen ausführen konnte.
Die Verantwortung für die Verteidigung der alliierten Interessen im Fernen Osten und im Pazifischen Ozean wurde zu Beginn des Krieges unter den am unmittelbarsten betroffenen Mächten, der Briten, Niederländer, Australier, Neuseeländer und Amerikaner aufgeteilt, und es gab kaum oder gar keine Vorkehrungen für gemeinsames Handeln. Zwar wurde am 8. Januar 1942 das ABDACOM gegründet, doch es war nur von kurzer Dauer und zerfiel Ende Februar nach der japanischen Invasion von Java. Hinzu kamen die widersprüchlichen Ansprüche von Heer und Marine auf das Kommando im Pazifik. Doch Mitte 1942 war die Aufgabe im Wesentlichen abgeschlossen und die Armee- und Marineorganisation im Pazifik hatte die Form angenommen, die sie für fast drei Kriegsjahre beibehalten würde.

## Aufstellung des POA

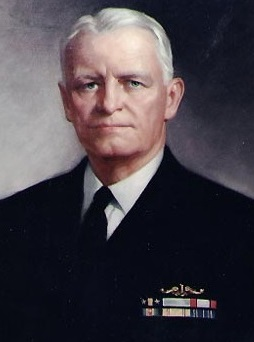
Admiral Chester W. Nimitz

Die am 14. Januar 1942 auf der Arcadia-Konferenz der beiden Alliierten USA und Großbritannien neu gebildeten  Combined Chiefs of Staff erließen am 24. März eine Direktive, die den pazifischen Kriegsschauplatz als Gebiet der amerikanischen strategischen Verantwortung bezeichnete. Am 30. März teilten die amerikanischen Joint Chiefs of Staff den pazifischen Kriegsschauplatz in die drei Bereiche POA. SOP und SWPA ein. Die Detaillierungen und Verantwortlichkeiten wurden vom neu ernannten Oberbefehlshaber Chester W. Nimitz ausgearbeitet.
Weiterhin teilten die Joint Chiefs of Staff die Pazifikgebiete in die Nord-, Mittel- und Südpazifischen Gebiete auf (North, Central und South Pacific Areas). Nimitz benannte für die untergeordneten Nord- und Südpazifikgebiete (NORPAC und SOPAC) Befehlshaber, behielt jedoch das Zentralpazifikgebiet (CENPAC), einschließlich des Hawaiian Department der Armee, unter seinem direkten Kommando.

## Befehlshaber der untergeordneten Kampfräume

### Befehlshaber (South Pacific Area)
- Vizeadmiral Robert L. Ghormley (19. Juni bis 18. Oktober 1942)
- Admiral William F. Halsey (18. Oktober 1942 bis 15. Juni 1944)
- Vizeadmiral John H. Newton (15. Juni 1944 bis 13. März 1945)
- Vizeadmiral William L. Calhoun (13. März bis 2. September 1945)

### Befehlshaber (North Pacific Area)
- Konteradmiral Robert Alfred Theobald (17. Mai 1942 bis 4. Januar 1943)
- Konteradmiral Thomas C. Kinkaid (4. Januar bis 11. Oktober 1943)
- Vizeadmiral Frank Jack Fletcher (11. Oktober 1943 bis 2. September 1945)

## Kämpfende Einheiten
Im POA kämpften zwischen 1942 und 1943 drei Infanteriedivisionen der Armee sowie zwei Marinedivisionen, die zeitweilich auch zwischen POA uns SWPA geteilt wurden.
Von 1944 bis 1945 kämpften im POA sechs Marinedivisionen und fünf Infanteriedivisionen, wobei sich unter letzteren auch die 3. neuseeländische Division befand, die zwischen 1943 und 1944 in der Kampagne um die Salomonen kämpfte.
Zur Unterstützung aus der Luft operierten zu verschiedenen Zeiten die Seventh, Thirteenth und Twentieth Air Forces der US Army Air Forces (USAAF) im POA. Oberbefehlshaber war Generalleutnant Millard Harmon. Zu den alliierten Luftstreitkräften gehörten Einheiten der Royal New Zealand Air Force.